# Telgekoncernen
Telgekoncernen eller Telge AB bildades den 1 april 2004 igenom en sammanslagning av de kommunala tekniska och affärsdrivande bolagen i Södertälje kommun.

## Organisation
Telge AB är moderbolaget för Södertälje kommuns alla helägda dotterbolag samt ett antal delägda bolag.
I koncernen ingår: Telge Bostäder, Södertälje Hamn, Telge Hamn, Telge Fastigheter, Telge Inköp, Telge Nät, Telge Återvinning, Tom Tits Experiment och Telge Tillväxt.
Därutöver de delägda bolagen: Glasberga Fastighets, SYVAB, Söderenergi och Arenabolaget Täljehallen.

### Telge Inköp
Telge Inköp ansvarar för effektiva upphandlingar för kommunen och dess bolag, och erbjuder även sina tjänster till andra närliggande kommuner.

### Telge Återvinning
Telge Återvinning är grundat 1998 och ansvarar för kommunens återvinning och avfallshantering.

### Telge Tillväxt
Telge Tillväxt startades 2011 och anställer arbetslösa unga vuxna och utrikesfödda kvinnor som bor i Södertälje kommun för att minska arbetslösheten i kommunen.

## Historia
Telge Kraft såldes år 2016 till den norska energileverantören LOS AS och bytte namn till LOS Energy AB. Telge Hovsjö blev 2022 en del av Telge Bostäder. Telge Energi såldes 2023 till Fortum och blev därefter 2024 en del av Fortum. Telge Nät överförde 2024 sin elnätsdrift till det nybildade bolaget Telge Elnät.
Telge avvecklade 2013 sitt delägande i Manpower Telge Jobbstart.